# Euphorbia alpina
Euphorbia alpina är en törelväxtart som beskrevs av Carl Anton von Meyer och Carl Friedrich von Ledebour. Euphorbia alpina ingår i släktet törlar, och familjen törelväxter. Inga underarter finns listade i Catalogue of Life.